# Житомирський автобус
Житомирський автобус — автобусна система міста Житомир.

## Історія
В XX столітті були здебільшого автобуси радянського виробництва. Навіть зараз автобуси ЛАЗ курсують до селищ. Вже в 2000-х роках почались з'являтись автобуси класу Євро.
16 грудня 2022 року рух трамваїв було зупинено через брак потужностей електросистеми, викликаних ракетними обстрілами енергетичної інфраструктури з боку російських агресорів. На заміну трамвайного маршруту було запущено автобусний маршрут №2. З'явилися чутки, що місто планує остаточно зупинити рух трамваїв, тому містяни зареєстрували петицію з вимогою зберегти трамвайну систему. 1 березня 2023 року рух трамваїв відновили.
29 березня 2023 року маршрут №19а продовжили до Корбутівки.
27 листопада 2023 року внаслідок підвищення цін на паливо було відмінено маршрут №5. Однак, з 30 листопада було запущено на частині маршруту №5 маршрут №44.

## Маршрути
| Перелік автобусних маршрутів м. Житомир | Перелік автобусних маршрутів м. Житомир | Перелік автобусних маршрутів м. Житомир | Перелік автобусних маршрутів м. Житомир          |
| №                                       | Початковий пункт                        | Кінцевий пункт                          | Примітка                                         |
| --------------------------------------- | --------------------------------------- | --------------------------------------- | ------------------------------------------------ |
| 1                                       | Панчішна фабрика                        | вул. Космонавтів                        |                                                  |
| 2                                       | Пл.Перемоги                             | М'ясокомбінат                           | Призначався під час відсутності трамваю.         |
| 4                                       | Андріївський проїзд                     | Дитяча лікарня                          |                                                  |
| 5                                       | Мальонавка                              | вул. Космонавтів                        | Скасований через розрив договору з перевізником. |
| 19                                      | Біомедскло                              | селище Лісове                           |                                                  |
| 19а                                     | Біомедскло                              | Корбутівка                              |                                                  |
| 44                                      | Міське кладовище                        | Малинський ринок                        |                                                  |